# Стрельнинская улица (Санкт-Петербург)
Стре́льнинская у́лица — улица в Петроградском районе Санкт-Петербурга. Проходит от Большого проспекта Петроградской стороны до Малого проспекта Петроградской стороны.

## История
Первоначальное название 7-я улица известно с 1793 года. Этот проезд был одной из номерных улиц, перпендикулярных Большому проспекту Петроградской стороны.
Современное название Стрельнинская улица дано 20 января 1858 года по селению Стрельна в ряду улиц Петербургской стороны, наименованных по населённым пунктам Санкт-Петербургской губернии.

## Достопримечательности

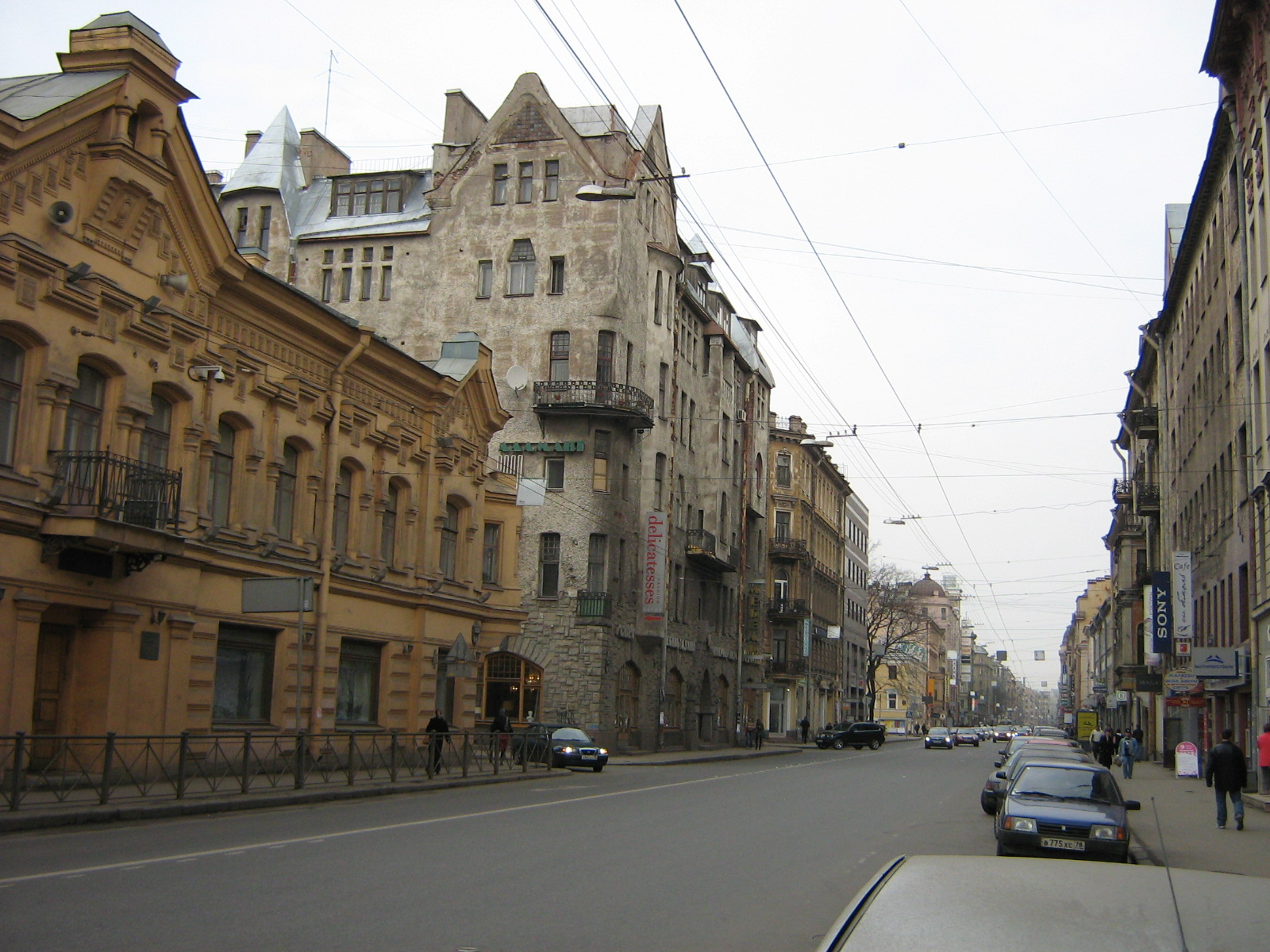
Вид с Большого проспекта: особняк Васильева (слева) и дом Путиловой (справа)

- Дом № 1 (Большой проспект, 44, Ораниенбаумская улица, 2) — дом купеческой вдовы Т. Н. Путиловой, или «Дом с совами». Построен в 1906—1907 годах по проекту архитектора И. А. Претро. Одна из жемчужин архитектурного стиля северный модерн в Санкт-Петербурге: эффектный силуэт, выразительная пластика фасада, разнообразные по формам и размерам окна, гранитная облицовка в сочетании с фактурной штукатуркой, мощный стрельчатый портал с изображениями сов. Отмечен серебряной медалью на конкурсе лучших фасадов в 1912 году. 
 памятник архитектуры (вновь выявленный объект)[2]
- Дом № 2 (Большой проспект, 42, Колпинская улица, 1) — особняк губернского секретаря А. М. Васильева. Построен в 1878—1879 годах по проекту архитектора В. Г. Шаламова; внутренняя часть была перестроена под кинематограф «Трокадеро» в 1915—1916 годах по проекту В. В. Шауба. В 1950—1960-х годах в здании располагался Дом пионеров Ждановского района, а затем музыкальная школа (ныне гуманитарно-музыкальная гимназия). На первом этаже находился магазин колониальных товаров товарищества «Братья Елисеевы», а в советское время — рыбный магазин[3]. 
 памятник архитектуры (вновь выявленный объект)[2]